# Keith Raniere
Keith Raniere (Brooklyn, 26 de agosto de 1960), fue el principal fundador de la organización de marketing multinivel y organización NXIVM. Actualmente es un recluso estadounidense.
En dicha empresa, Raniere ofrecía clases adicionales de los denominados Programas de Éxito Ejecutivo (PEE), dirigidas a profesionales del negocio. Raniere fue acusado y recluido por delincuencia organizada, extorsión, Abuso sexual y amenazas, y en octubre de 2020 fue condenado a 120 años de prisión, lo que en la práctica es cadena perpetua.

## Biografía
Raniere nació en Brooklyn, Nueva York, y fue criado en los suburbios.
En 1990, Raniere aplica su teoría a su nuevo negocio, Buyline, un programa de marketing multinivel cerca de Albany que prometía lucrativas comisiones para la contratación de nuevos clientes. Raniere dijo a finales de 1993 haber vendido mil millones de dólares en bienes y servicios que empleaban a ochenta personas. Afirmaba también que su valor era de 50 millones de dólares.
Un año más tarde Raniere creó otro grupo multinivel, la Red Nacional de Salud, que vendía vitaminas y minerales, del A, B, C hasta el zinc. En 1997 Raniere conoció a su futura socia de negocios, Nancy Salzman. 
En 1998, junto con Salzman, fundó la compañía NXIVM. En 2007, Raniere creó la Fundación Para la Ética Humanitaria, una fundación privada, sin fines de lucro. En agosto de 2008, había conceptualizado el Consorcio de Fundaciones Éticas Humanitarias (WEFC), una iniciativa sin fines de lucro dedicada a la "construcción de una humanidad  compasiva y ética".

## Organizaciones de Raniere

### NXIVM
NXIVM ofrecía clases y seminarios destinados a "permitir a sus clientes perseguir sus propios caminos de autodescubrimiento y fomentar su potencial como individuos", utilizando un método de NXVIM conocido como "Investigación racional". NXVIM también ofrecía clases adicionales dirigidas a profesionales de negocios llamados “Programas de Éxito Ejecutivo" (PEE), que fueron atendidas por un estimado de 3.700 personas. NXVIM también perseguía diversos trabajos que implicaban la creación de viviendas en la comunidad, la construcción de espacios deportivos, spas y servicios de salud y bienestar. La empresa de Ranier creció enormemente desde su creación, de una organización de cinco personas a una corporación de cerca de 400.000 en apenas dos años.

### Programas de Éxito Ejecutivo, Inc.
Programas de Éxito Ejecutivo, Inc. es una empresa destinada a "favorecer el potencial humano y la ética a través de diversos programas", que son aplicaciones prácticas de la tecnología patente-pendiente de Raniere, Cuestionamiento Racional ®. Hasta la fecha, más de dieciséis mil personas de más de treinta y tres países participaron en estos programas.

### Jness
Jness es una empresa de educación experimental únicamente para las mujeres para explorarse a sí mismas y a su papel en el mundo de hoy. Asimismo, ofrecía a las mujeres infraestructuras de redes, intercambio de recursos y construcción de la comunidad.

### Jardín Cultural Arco iris
Un programa de desarrollo infantil "altamente innovador diseñado para promover a los niños cultural y lingüísticamente, en el potencial emocional, físico y en resolución de problemas". Un éxito sin precedentes del programa ha llamado la atención de los expertos en desarrollo infantil, los inversores privados y dignatarios de los Estados Unidos y México.

### Ultima
Se anunciaba como "una gran experiencia, programa multidisciplinario diseñado para avanzar en toda la gama de la expresión humana en todas sus diversas formas". Creado por Keith Raniere, Ultima es una aplicación de Cuestionamiento Racional y se lleva a cabo por su coautor y colega Ivy Nevares a través de su compañía,  Centro Nataraja para el Movimiento de Arte.

### In Lak’ Ech
Un movimiento civil en México que busca transformar la violencia con la compasión. Este movimiento ha sido apadrinado por Emiliano Salinas Ocelli, hijo del expresidente Carlos Salinas de Gortari. Se le solicita a los miembros una contribución por su participación, donde en un esquema piramidal se le da beneficios económicos a los miembros que puedan traer más personas al culto.

### Innovaciones A Capella
Una organización sin fines de lucro dedicada a crear conciencia pública y el disfrute del instrumento humano mediante el fomento de la expresión libre y auténtica y explorar su aplicación a la humanidad, la civilización y a la ética. La organización ha celebrado dos actos públicos de alto perfil, invitando seleccionados grupos universitarios de a capella a unirse en los programas de fin de semana ofreciendo talleres innovadores y clases magistrales con expertos de las industrias de a capella y de entretenimiento.

### Fundación Ética Humanitaria
La Fundación Ética Humanitaria es una iniciativa privada; esta fundación sin fines de lucro da apoyo a los esfuerzos "que promuevan abrazar a la humanidad, el desarrollo de la ética y la humanidad en movimiento hacia una civilización más noble".

### Fundamentos Éticos del Consorcio Mundial
Los Fundamentos Éticos del Consorcio Mundial (FECM) es una iniciativa sin fines de lucro que promueve la "comprensión y aplicación de la ética compasiva en la comunidad mundial". Según su anuncio: "Nuestros distinguidos miembros son individuos que demuestran un alto grado de ética y un compromiso con la humanidad - ética compasiva- y una experiencia en al menos una rama de la comunidad".

## Tráfico sexual y trabajo forzado
El 17 de octubre de 2017, el periódico The New York Times publicó un artículo señalando a la organización NXIVM como una secta en la que se cometían vejaciones a mujeres, como marcarlas con hierros candentes.
En marzo de 2018, Raniere fue formalmente acusado de cargos federales tras haber sido arrestado en México por cargos de tráfico sexual. Luego de su arresto, Raniere compareció ante un juez federal en Fort Worth (Texas) para enfrentar cargos por tráfico sexual y trabajo forzado en el estado de Nueva York. Muchas mujeres afirman haber sido sometidas al grabado de las iniciales de Reniere con un instrumento quirúrgico. En 2020 fue condenado a 120 años de carcel por pornografía infantil y convertir a mujeres en esclavas sexuales 16.1
En abril del mismo año, Allison Mack, actriz de la serie Smallville y que secundaba a Raniere en el control de NXIVM, fue condenada por tráfico sexual, con base en su papel como reclutadora de la organización. Utilizaba tácticas como el chantaje para obligar a mujeres previamente reclutadas por ella misma para obligarlas a participar en actividades sexuales con Raniere en contra de sus deseos, y las esclavizaba para realizar tareas menores, a cambio de pagos de parte de Raniere.

## Influencia política en México
En México, varias élites políticas y de medios fueron influenciadas por Keith Raniere y su secta NXIVM.
El actual funcionario público Javier Jileta, parte del equipo de trabajo de la subsecretaria  Martha Delgado de la Secretaria de Relaciones Exteriores, fue miembro de NXVIM. En 2020 se hizo público un video donde se lo podía ver bailando para Keith Raniere.
Carlos Emiliano Salinas Occeli, hijo del expresidente Carlos Salinas de Gortari, es parte del Executive Success Program (ESP), que es, a su vez, parte de NXIVM. Él mismo daba conferencias sobre temas de superación. La relación de Raniere con Salinas Occeli es pública y al menos en los círculos políticos y empresariales no es un misterio. El mismo hijo del expresidente relaciona su organización Movimiento In Lak’ Ech por la Paz AC con NXIVM y sus postulados.
De la misma manera, Clara Luz Flores, candidata a gobernadora del estado de Nuevo León por parte del partido Movimiento 
Regeneración Nacional (Morena), se ha visto envuelta en un escándalo tras una filtración de un video en el que el propio Keith Raniere la entrevista directamente.